# Aéroport de Pinehouse Lake
L'aéroport de Pinehouse Lake est un aéroport situé en Saskatchewan, au Canada.